# Alevadi
Gli Alevadi (in greco antico: Ἀλευάδαι?) sono stati una famiglia aristocratica della Tessaglia originaria di Larissa, discendente da Aleva, che fu un tago. Furono sue avversarie le famiglie degli Scopadi, originaria di Crannon, e degli Echecratidi, della città di Farsala.

## Storia
Nel XII secolo a.C., la Tessaglia era invasa dalle tribù doriche che da nord e nord-ovest migravano verso il sud, ma furono i tessali di Tesprozia che conquistarono la regione. I Tesprozi, che con i Molossi erano una delle principali tribù dell'Epiro, ridussero la popolazione indigena allo stato di servitù. Alcune famiglie nobiliari, tra cui quella degli Alevadi, si installarono in ogni zona. Gli Alevadi erano fra le più nobili e potenti famiglie della Tessaglia. Il loro capostipite, Aleva soprannominato "il Rosso" per i suoi capelli rossi, fu detto re, e discendeva dagli Eraclidi per mezzo di un antenato comune, Tessalo. Gli Alevadi non furono mai riluttanti ad essere mercenari dei persiani o a mantenere rapporti con Atene; furono gli Alevadi ad aprire le porte della Tessaglia a Serse, e coloro i quali agirono in modo tale che Aminta III facesse guerra e rovesciasse Alessandro di Fere. Nel V secolo a.C., re Archelao I di Macedonia sostenne la famiglia degli Alevadi a Larissa.
Aleva non ha svolto alcun ruolo nella sua dinastia al di fuori della venerazione da parte della sua parentela in un santuario sconosciuto in Tessaglia, ma Claudio Eliano registrò il mito di come divenne un veggente divinamente ispirato, a seguito di un regalo ricevuto da un serpente: mentre pascolava le pecore sulle pendici del Monte Ossa, un serpente si innamorò di lui, baciò i suoi capelli, gli leccò il viso e gli portò dei doni.  Secondo la Biblioteca, una nidiata di serpenti, grata per il fatto che egli aveva eretto un rogo per la loro madre-serpente, purificarono le sue orecchie con le loro lingue, in modo tale che egli potesse comprendere il linguaggio degli uccelli, e interpretare il loro volo in auspicia. Erodoto chiamò i suoi membri come "re" (in greco antico: βασιλεῖς?).

## Evocazioni storiche
- La prima ode di Pindaro, la X Pitica, celebra la vittoria dell'Alevade Ippocle nella corsa del doppio stadio.
- Aristippo di Larissa è descritto da Platone come un membro importante della famiglia nel suo dialogo Menone[13].